# 1986-os labdarúgó-világbajnokság-selejtező (UEFA – 5. csoport)
Az 1986-os labdarúgó-világbajnokság európai 5. selejtezőcsoportjának mérkőzéseit, és a csoport végeredményét tartalmazó lapja. A csoportban körmérkőzéses, oda-visszavágós rendszerben játszottak egymással a labdarúgó-válogatottak. A selejtezőket 1984. május 2. és 1985. május 14. között rendezték. A csoport győztese automatikus résztvevője lett az 1986-os labdarúgó-világbajnokságnak.
A csoportban Ausztria, Ciprus, Hollandia és Magyarország szerepelt.
Magyarország végzett az első helyen és kijutott az 1986-os világbajnokságra, míg a második helyet Hollandia szerezte meg és pótselejtezőt játszhatott .

## Tabella
| Hely. | Csapat       | M | Gy | D | V | G+ | G– | Gk  | P  | Továbbjutás                          |     | Magyarország | Hollandia | Ausztria | Ciprusi Köztársaság |
| ----- | ------------ | - | -- | - | - | -- | -- | --- | -- | ------------------------------------ | --- | ------------ | --------- | -------- | ------------------- |
| 1.    | Magyarország | 6 | 5  | 0 | 1 | 12 | 4  | +8  | 10 | Kijutott az 1986-os világbajnokságra |     | —            | 0–1       | 3–1      | 2–0                 |
| 2.    | Hollandia    | 6 | 3  | 1 | 2 | 11 | 5  | +6  | 7  | Pótselejtező                         |     | 1–2          | —         | 1–1      | 7–1                 |
| 3.    | Ausztria     | 6 | 3  | 1 | 2 | 9  | 8  | +1  | 7  |                                      |     | 0–3          | 1–0       | —        | 4–0                 |
| 4.    | Ciprus       | 6 | 0  | 0 | 6 | 3  | 18 | −15 | 0  |                                      | 1–2 | 0–1          | 1–2       | —        |                     |

## Mérkőzések
| 1984. május 2. |

| Ciprus          | 1 – 2       | Ausztria                  |
| --------------- | ----------- | ------------------------- |
| Hrisztofóru 72' | Jegyzőkönyv | Gisinger 37' Prohaska 75' |

| Makario Stadion, Nicosia Nézőszám: 3,455 Játékvezető: Menáhém Askenází (izraeli) |

| 1984. szeptember 26. |

| Magyarország                      | 3 – 1       | Ausztria      |
| --------------------------------- | ----------- | ------------- |
| Nagy 50' Esterházy 61' Kardos 77' | Jegyzőkönyv | Schachner 23' |

| Népstadion, Budapest Nézőszám: 25,417 Játékvezető: Michel Vautrot (francia) |

| 1984. október 17. |

| Hollandia | 1 – 2       | Magyarország             |
| --------- | ----------- | ------------------------ |
| Kieft 19' | Jegyzőkönyv | Détári 24' Esterházy 55' |

| De Kuip, Rotterdam Nézőszám: 52,148 Játékvezető: André Daina (svájci) |

| 1984. november 14. |

| Ausztria          | 1 – 0       | Hollandia |
| ----------------- | ----------- | --------- |
| Valke 15' (öngól) | Jegyzőkönyv |           |

| Gerhard-Hanappi-Stadion, Bécs Nézőszám: 12,490 Játékvezető: Anatolij Milcsenko (szovjet) |

| 1984. november 17. |

| Ciprus   | 1 – 2       | Magyarország         |
| -------- | ----------- | -------------------- |
| Foti 28' | Jegyzőkönyv | Róth 49' Nyilasi 89' |

| Cirio Stadion, Limassol Nézőszám: 4,650 Játékvezető: Brian McGinlay (skót) |

| 1984. december 23. |

| Ciprus | 0 – 1       | Hollandia   |
| ------ | ----------- | ----------- |
|        | Jegyzőkönyv | Houtman 84' |

| Makario Stadion, Nicosia Nézőszám: 2,371 Játékvezető: Bogdan Docsev (bolgár) |

| 1985. február 27. |

| Hollandia                                                                    | 7 – 1       | Ciprus       |
| ---------------------------------------------------------------------------- | ----------- | ------------ |
| E.Koeman 12' Kieft 28' Schoenaker 30' Pantziarász 64' (öngól) van Basten 65' | Jegyzőkönyv | Marangósz 8' |

| De Meer Stadion, Amszterdam Nézőszám: 19,035 Játékvezető: Dušan Krchňák (csehszlovák) |

| 1985. április 3. |

| Magyarország             | 2 – 0       | Ciprus |
| ------------------------ | ----------- | ------ |
| Nyilasi 48' Szokolai 83' | Jegyzőkönyv |        |

| Népstadion, Budapest Nézőszám: 24,843 Játékvezető: Einar Halle (norvég) |

| 1985. április 17. |

| Ausztria | 0 – 3       | Magyarország               |
| -------- | ----------- | -------------------------- |
|          | Jegyzőkönyv | Kiprich 21' 33' Détári 48' |

| Gerhard-Hanappi-Stadion, Bécs Nézőszám: 17,869 Játékvezető: Jakob Baumann (svájci) |

| 1985. május 1. |

| Hollandia | 1 – 1       | Ausztria      |
| --------- | ----------- | ------------- |
| Kieft 55' | Jegyzőkönyv | Schachner 60' |

| De Kuip, Rotterdam Nézőszám: 50,751 Játékvezető: Luigi Agnolin (olasz) |

| 1985. május 7. |

| Ausztria                                          | 4 – 0       | Ciprus |
| ------------------------------------------------- | ----------- | ------ |
| Hrstic 2' Polster 35' Schachner 53' Willfurth 71' | Jegyzőkönyv |        |

| Liebenau Stadion, Graz Nézőszám: 9,661 Játékvezető: Alan Snoddy (északír) |

| 1985. május 14. |

| Magyarország | 0 – 1       | Hollandia  |
| ------------ | ----------- | ---------- |
|              | Jegyzőkönyv | De Wit 69' |

| Népstadion, Budapest Nézőszám: 71,647 Játékvezető: Karl-Josef Assenmacher (nyugatnémet) |

## Góllövőlista
|  |  |